# Limitless (Tonight Alive)
| Recensione              | Giudizio |
| ----------------------- | -------- |
| AllMusic                |          |
| Alternative Press       |          |
| Beat                    |          |
| Blunt Magazine          |          |
| Clash                   |          |
| DIY Magazine            |          |
| Kerrang!                |          |
| Mosh                    |          |
| Music Existence         |          |
| Rock Sound              |          |
| Rolling Stone Australia |          |
| Smash Press             |          |

Limitless è il terzo album in studio del gruppo musicale australiano Tonight Alive, pubblicato il 4 marzo 2016 dalla Sony Music in Oceania e Giappone, dalla Easy Life Records in Europa e dalla Fearless Records in Nord America.

## Il disco
Registrato e mixato all'House of Loud di New Jersey con il produttore David Bendeth (alla prima collaborazione con i Tonight Alive), l'album è così descritto dalla cantante Jenna McDougall:
Lo stile musicale di Limitless, infatti, differisce sensibilmente dai precedenti lavori della band, con l'eliminazione delle sonorità punk e un maggiore approccio al pop e all'elettronica, e una riduzione delle incursioni strumentali degli altri componenti del gruppo in favore di una maggiore focalizzazione sulle parti vocali della cantante Jenna McDougall.
Inizialmente anticipato dal singolo Human Interaction e dal suo video musicale, a supporto dell'album sono stati pubblicati anche altri tre singoli: To Be Free, Drive e How Does It Feel?, dei quali gli ultimi due accompagnati dai relativi video ufficiali.

## Tracce
Testi e musiche di Jenna McDougall e Whakaio Taahi, eccetto dove indicato.
1. To Be Free – 3:27
2. Oxygen – 3:33
3. Human Interaction – 3:36 (Jenna McDougall, Whakaio Taahi, David Hodges)
4. Drive – 3:16 (Jenna McDougall, Whakaio Taahi, Anthony Egizii, David Musumeci)
5. How Does It Feel? – 3:29 (Jenna McDougall, Whakaio Taahi, David Hodges, Cameron Walker)
6. Waves – 3:38 (Jenna McDougall, Whakaio Taahi, David Bendeth, Scott Christopher Stevens)
7. Everywhere – 3:08 (Jenna McDougall, Whakaio Taahi, Bob Marlette)
8. Power of One – 2:59 (Jenna McDougall, Whakaio Taahi, David Hodges, Ben Moody, Steve Solomon)
9. I Defy – 3:34 (Jenna McDougall, Whakaio Taahi, David Hodges, Steve Solomon)
10. We Are – 3:59
11. The Greatest – 3:51

Tracce bonus nell'edizione iTunes giapponese
1. Drive (Japanese Acoustic Version) – 3:09 (Jenna McDougall, Whakaio Taahi, Anthony Egizii, David Musumeci)
2. Oxygen (Acoustic Version) – 3:39

## Formazione
Tonight Alive
- Jenna McDougall – voce
- Whakaio Taahi – chitarra solista, tastiera
- Jake Hardy – chitarra ritmica
- Cam Adler – basso
- Matt Best – batteria, percussioni

Altri musicisti
- David Hodges – pianoforte in Human Interaction e How Does It Feel?
- Douglas Allen – tastiera, programmazione, effetti, arrangiamenti archi
- Steve Solomon – tastiera, programmazione
- Brian Robbins – programmazione
- Greg Johnson – effetti
- Koby Nelson – cori

Produzione
- David Bendeth – produzione, missaggio, arrangiamenti
- Tonight Alive – arrangiamenti
- Jenna McDougall – direzione artistica
- Mitch Milan – editing digitale, ingegneria del suono, tecnico chitarre
- Koby Nelson – editing digitale, ingegneria del suono
- Brian Robbins – editing digitale, ingegneria del suono
- Steve Sarkissian – tecnico percussioni
- Ted Jensen – mastering
- Thomas Russell – copertina
- Mitch Storck – artwork, layout
- Jordan Knight – fotografia
- Matty Vogel – fotografia

## Classifiche
| Classifica (2016)          | Posizione massima |
| -------------------------- | ----------------- |
| Australia                  | 6                 |
| Regno Unito                | 37                |
| Regno Unito (rock & metal) | 1                 |
| Stati Uniti                | 88                |
| Stati Uniti (independent)  | 12                |
| Stati Uniti (alternative)  | 20                |
| Stati Uniti (rock)         | 23                |

## Date di pubblicazione
| Paese        | Data         | Etichetta         |
| ------------ | ------------ | ----------------- |
| Oceania      | 4 marzo 2016 | Sony Music        |
| Europa       | 4 marzo 2016 | Easy Life Records |
| Nord America | 4 marzo 2016 | Fearless Records  |
| Giappone     | 9 marzo 2016 | Sony Music        |